# Isca Valley
Das Isca Valley ist ein schmales und eisfreies Tal im Australischen Antarktis-Territorium. In der Britannia Range liegt es 3 km ostnordöstlich des Haven Mountain unmittelbar westlich des Ituna Valley.
Eine Mannschaft neuseeländischer Geologen der University of Waikato, die in diesem Gebiet zwischen 1978 und 1979 Untersuchungen durchführte, benannte das Tal in Anlehnung an die Benennung des River Exe zu römischer Zeit.